# 桜の樹の下で
『桜の樹の下で』（さくらのきのしたで）は、渡辺淳一が1987年に発表した小説。週刊朝日の5月8日号から1988年4月22日号に連載された。同作を原作とし、1989年に公開された日本映画についても紹介する。

## 映画版
1989年5月13日に東映系で公開された。監督は鷹森立一。R指定作品。中学生以下は鑑賞禁止である。
渡辺淳一とプライベートな付き合いのある岡田茂東映社長（当時）が「東映で映画化した彼の作品、『ひとひらの雪』や『化身』『桜の樹の下で』『別れぬ理由』は、僕が作品に惚れたから映画化した」と話している。

### 惹句
- 母の恋人は、私の愛人。

### あらすじ
ある春の夜、京都で料亭を営む辰村菊乃は、東京から時々訪れる常連客の遊佐恭平に女将修行中である自身の娘・涼子を紹介する。菊乃はソメイヨシノが咲く近所の寺に夜桜を恭平と鑑賞し、桜好きの彼は彼女に頼まれて翌日昼間にしだれ桜の名所に涼子と一緒に訪れる。その帰りに寄った宝石店で恭平はちょっとした指輪を涼子にプレゼントするが、彼は数年前から菊乃と恋人関係にあった。
後日、東京で恭平と会った菊乃は以前から準備をしてきた東京出店の話がまとまったことを報告し、自身が借りることになったマンションに2人で訪れて愛し合う。京都の桜の見頃が終わった頃、恭平から一泊二日で角館(秋田県)の桜を見に誘われた涼子は、宿泊先でベッドを共にしてそのまま彼の愛人となる。母には“女友達と行く”と言って出かけた涼子だったが、菊乃は帰宅した娘の態度や、その後たまたま電話で話した恭平の声の感じから2人の関係を疑い始める。
6月、東京に菊乃の新しい店がいよいよ開店して毎週末東京の店に顔出すことになり、涼子は母がいない間京都の店を任されることに。それ以降恭平は菊乃と涼子のそれぞれと交際を続け、母子は表向きは以前と同じような母娘関係を装うが、心の中では腹を探り合うようになる。その後恭平は恋愛の比重が涼子に向き始め、菊乃は彼の言動が以前と変わってきたと感じ、寂しさからプライベートで飲む酒の量が多くなる。
翌年の正月、菊乃はこれまでの半年間で仕事や私生活で気を揉むことに疲れを感じ、涼子に東京の店を任せて自身は京都の店に専念することを決める。後日菊乃は涼子を連れて上京し、恭平に東京で暮らすことになった娘の監督役を頼み、その夜恭平と2人きりになった菊乃は久しぶりに熱い時を過ごす。
その後涼子は東京の店で忙しく女将として懸命に働き、つぼみができた桜の樹の下で恭平と会った彼女は、妊娠したことを告げる。

### スタッフ
- 企画 - 三堀篤
- プロデューサー - 瀬戸恒雄
- 原作 - 渡辺淳一
- 脚本 - 那須真知子
- 音楽 - 小六禮次郎
- 撮影 - 林淳一郎
- 照明 - 山口利雄
- 美術 - 今保太郎
- 編集 - 西東清明
- 録音 - 柿沼紀彦
- 助監督 - 長谷川計二
- 進行主任 - 竹山昌利
- 記録 - 今井文子
- 音響効果 - 原尚
- 撮影助手 - 井上明夫、上林秀樹、中川克也、斉藤博
- 美術助手 - 福澤勝広、室岡秀信
- 制作進行 - 内山雅博、木次谷良助
- 宣伝 - 松田仁、山本八州男、藤沢正博、西嶋光弘
- スチール - 加藤光男
- きものデザイン - 小泉清子
- 現像 - 東映化学
- 監督 - 鷹森立一

### キャスト
辰村菊乃
演 - 岩下志麻
料亭の女将兼社長。恭平の恋人。涼子との仲は普通だが、娘が女将になれるよう仕事に関しては厳し目に接している。6月に東京銀座に新しく店を出し、桜の樹が見下ろせるマンションを借りて毎週末だけ訪れるようになる。作中では、成人した娘がいる年齢だが作家や藍子たちから美人であることを褒められている。京都の店の近所の寺に立派なソメイヨシノがあり毎年その桜を見るのを楽しみにしている。
辰村涼子
演 - 七瀬なつみ
菊乃の娘。恭平の愛人。23歳。1年前に大学を卒業して菊乃の店で女将修行中の身。菊乃を口うるさく感じることがあり店でも自宅でも顔を合わせるため少々疎ましく思う時がある。菊乃と同じく首元にホクロがある。成人しているが子供っぽい性格で恭平と交際後、菊乃にやや挑発的な言動を取り始める。
遊佐恭平（ゆさ）
演 - 津川雅彦
菊乃の恋人。東京で出版社社長をしており仕事の相手などを連れて京都の菊乃の店に時々訪れている。趣味は桜を鑑賞することで桜にまつわるちょっとした話を知っている。数年前から菊乃の恋人となり、冒頭で涼子とも付き合いだし、2人の間で揺れ動く。
辰村
演 - 寺田農
菊乃の夫。涼子の父。訳あって菊乃、涼子とは10年間別居中で、京都の北山にある自然豊かで閑静な場所にある自宅に1人で暮らしている。作中では涼子と会って親しく話すシーンがあるが、菊乃との別居後の接点はあるのか不明。
令子
演 - 山口果林
恭平の妻。病弱で季節の変わり目などに体調を崩している。
作家
演 - 野坂昭如（特別出演）
菊乃の京都の店の常連客。恭平とは仕事の関係で親しくしている。冒頭で菊乃の店で恭平に接待を受け、3人で楽しく雑談を交わす。
竹中育子
演 - 十朱幸代（友情出演）
菊乃の友人。女流陶芸家。菊乃を“菊ちゃん”と呼び、彼女が恭平と付き合っていることも知っている。メニエール病かは不明だが、以前交際していた男と別れた直後に体にいくつかの症状が出たことがあるとのこと。
浅倉
演 - 二谷英明（特別出演）
恭平の友人。仕事は恭平と同じく出版関係。馴染みのバーで恭平の菊乃、涼子との恋愛話に耳を傾け助言する。
由紀
演 - 志喜屋文
恭平の娘。年は10代後半ぐらい。体調の優れない令子を心配している。恭平に他所に女がいるのではと薄々気づいている。
しげ
演 - 山本緑
菅井
演 - 大場順
菊乃の料亭で働く料理長。東京の店のオープン前に下調べで菊乃と一緒に東京に出向く。
藍子
演 - 久保菜穂子（特別出演）
東京にある料亭の女将。恭平が通う、囲炉裏がある個室でゆったりと食事ができる食事処。
辰村の客
演 - 早川雄三、山本勝、仲塚康介
刑事
演 - 中平良夫
カフェバー・ママ
演 - 石川知子
恭平が訪れる店で働く。東北の桜に詳しく弘前、角館など情報を恭平に伝える。
警官
演 - 斉藤英一
宝石店店員
演 - 真柴夕李子
恭平が涼子と指輪を買いに訪れる店で働いており、2人に応対する。
カフェバー・バーテン
演 - 佐々森勇二
辰村東京店仲居
演 - 紫乃ゆう
秘書（男）
演 - 広世克則

### エピソード
本作はタイトルにある“桜”にこだわり、青梅市や秋田県など各地で撮影された。撮影期間は、桜が咲き始めて満開になり散るまでの間に行われたが、桜が満開なら良いというわけではなく、シーンごとに合う桜が必要なため撮影スケジュールは大変だった。
本作で岩下が着る着物は、彼女が以前から個人的に懇意にする呉服店から借用したものを着用している。
菊乃役の岩下は、「頭では娘(・涼子)に遊佐を譲って女将と母親の仕事に徹するべきと分かっているのに、一人の女であることを捨てられない。この葛藤は、演じでいてとても難しかった」と回想している。また、「菊乃は一人の女として愛に生き、命を燃やし尽くす。菊乃を演じることは、私にとって一つの挑戦でした」とも語っている。完成後の試写を見た原作者の渡辺淳一から「菊乃の演技が素晴らしかった」と褒められ、岩下は大きな喜びを感じたとのこと。
映画評論家の樋口尚文は、本作のオーディションで選ばれた七瀬なつみについて以下のように語っている。「当時まだ新人女優の七瀬さんがいきなり官能映画に出る緊張感が、結果的に中年男の毒牙にかかるウブな涼子の心情を表し、演技では出せない生々しさがあった」。
本作は大胆な露出をした七瀬や、岩下と津川とのラブシーンが見どころの一つである。その際、岩下は着物の裾から足が露わになる程度だが、これは演出によるもの。撮影を担当した林淳一郎は、「『桜の樹の下で』は、岩下さんの気品ある姿をどれだけ効果的に演出できるかを重要視していました。敢えて見せない演出をすることで観客に想像してもらったのです」と語っている。
終盤のお墓参りで桜吹雪が舞い散るシーンは、スタッフ総出で紙で作った桜の花びらを使っている。作業はかなり大変だったが、監督のOKが出た瞬間、スタッフたちの多くが感激で思わず涙を流した。